# Guillaume Senez
Pour les articles homonymes, voir Senez (homonymie).
Guillaume Senez, né le 6 juillet 1978 à Uccle, une commune de Bruxelles-Capitale en Belgique, est un réalisateur et scénariste possédant la double nationalité belge et française.

## Biographie
Guillaume Senez réside actuellement en tant que réalisateur et scénariste à Bruxelles. Dans un entretien avec le site International Toute la culture, Paris en 2016 sur sa formation, il avait répondu : « J’ai fait une école de cinéma à Bruxelles, l’INRACI. J’en suis sorti en 2001. Après, j’ai fait un film de fin d’étude qui a marché en festival et qui m’a permis de pouvoir enchaîner avec trois courts-métrages. »
Senez est devenu l’auteur de plusieurs courts-métrages sélectionnés dans de nombreux festivals : La Quadrature du Cercle (2005), Dans nos veines (2009) et U.H.T. (2012) ainsi Mieux que les rois et la gloire (2020). En 2016, il sort son premier long-métrage, Keeper qui est sélectionné dans plus de 70 festivals, dont Toronto, Locarno, Angers – Grand Prix du Jury, etc. et il reçoit plus d’une vingtaine de prix.
Son très mouvant film Nos batailles, sélectionné à la Semaine de la Critique à Cannes en 2018, est son deuxième long-métrage avec dans le rôle principal Romain Duris. Le film obtient cinq Magritte du cinéma en 2019, dont meilleur film et meilleure réalisation. Une part manquante est son troisième long-métrage, également avec son acteur fétiche Romain Duris. Ce film participe à plusieurs festivals, dont sa première mondiale à Toronto International Film Festival en 2024.

## Filmographie

### Au cinéma

#### Scénario et réalisation
- 2006 : La Quadrature du cercle (court métrage)
- 2009 : Dans nos veines (court métrage)
- 2012 : U.H.T (court métrage)
- 2015 : Keeper (long métrage)
- 2018 : Nos batailles (long métrage)
- 2024 : Une part manquante (long métrage)

## Distinctions
La Quadrature du cercle :
- Prix d’interprétation masculine Festival « Le Court en dit long » 2006[6]
- Festival des Nations d'Ebensee, Édition 2007, Autriche, Compétition internationale[7]
- Prix du jury au Toronto Latin@ Media Festival 2007

Dans nos veines :
- Nomination prix Unifrance du meilleur court-métrage au 62e Festival international du film de Cannes
- Nomination aux Lutins du court-métrage 2010
- Prix spécial du jury au 10e festival Off-Courts de Trouville
- Prix d’interprétation du Jury pour François Civil + Prix d’interprétation du Public pour François Civil au Festival Jean Carmet - Moulins
- Prix du public au Festival du Film de Beauvais
- Prix du meilleur court-métrage de fiction + Prix UNICEF au Media 10/10 de Namur
- Cervantes Award au 15th MedFilm Festival de Rome
- Mention spéciale du jury au 10e Festival du Film Court Francophone de Vaulx en Velin
- Prix d'interprétation masculine au 13e Brussels Short Film Festival
- Best International Film au 25e Festival international du film d'Odense - Danemark
- Prix du meilleur scénario au Festival du Film Franco-Roumain - Persona, Salon-de-Provence
- Meilleur film International au 3e Festival Janela Internacional de Cinema do Recife - Brésil

U.H.T :
- Nomination Magritte du cinéma Belge 2013
- Shortfilmcorner (sélection WBI) - 65e Festival de Cannes
- Prix du Jury au 27e Festival international du film francophone de Namur
- Prix du Jury - meilleure interprétation masculine (Cédric Vieira) + Prix du Jury - meilleure interprétation féminine (Catherine Salée) 18e festival Jean Carmet - Moulins
- Prix de la mise en scène au 26e Festival International du court métrage - Clap 89
- Prix du public au Short Screens #27 (Belgique)
- Lenzing Award in Gold au 41e Festival of Nations - Lenzing
- Mention spéciale du Jury au 6e Festival du Film Court d'Ouroux en Morvan
- 1er Prix : Prix Caravella au 6e festival FESTAFILM de Montpellier
- Work Award au 21e Ozu Film Festival (Italie)

Keeper :
- 3 Magritte du Cinéma Belge[8] (Meilleur 1er film, Meilleur Montage : Julie Brenta, Meilleure actrice dans un second rôle : Catherine Salée)
- Grand prix du Jury au Festival Premiers Plans d'Angers
- Prix d'interprétation féminine et prix du Jury au Festival international du film de Marrakech
- Label Europa Cinemas au Festival international du film de Locarno
- Prix du Jury Jeunes au Festival du film français d'Helvétie
- Prix de la critique au Festival international du film francophone de Namur
- Mention spéciale du Jury au Festival du film de Varsovie
- Young Talent Award au FilmFest Hamburg
- Prix spécial du jury au Festival international du premier film d'Annonay
- Grand prix au Torino Film Festival
- Golden Slipper au Zlin Film Festival (République tchèque)
- Teens Choice award au Valletta Film Festival (Malte)
- Spécial Jury Price au Taipei Film Festival (Taiwan)
- Premier Prix au Fiuggi Film Festival (Italie)
- Prix du Jury : Meilleur second féminin : ex æquo Catherine Salée et Lætitia Dosh au Festival Jean Carmet à Moulins
- Best Film + Ecumenical Prize au Molodist International Film Festival - Kiev (UKRAINE)
- Nomination Prix Louis Delluc

Nos batailles :
- 57e Semaine de la critique du Festival de Cannes
- Mention Prix Cinevox au 33e Festival international du film francophone de Namur
- Prix Célestine au Festival du film français d'Helvétie - Bienne (Suisse)
- Critics Choice award au Film Festival Hamburg (ALLEMAGNE)
- Festival Jean Carmet à Moulins (FRANCE) 
  - Prix du Jury pour Lucie Debay
  - Prix du public pour Laetitia Dosch
- Torino Film Festival (Italie) 
  - Prix du public
  - Prix Cicutti
  - Prix Interfidi
- Mention pour Laetitia Dosch au Festival international du cinéma francophone en Acadie (Canada)
- 2 nominations aux prix Lumières
- 2 nominations aux César
- Magritte du cinéma Belge 2019 du meilleur film
- Magritte du cinéma Belge 2019 de la meilleure réalisation (Guillaume Senez)
- Magritte du cinéma Belge 2019 du meilleur montage (Julie Brenta)
- Magritte du cinéma Belge 2019 du meilleur second rôle féminin (Lucie Debay)
- Magritte du cinéma Belge 2019 du meilleur espoir féminin (Lena Girard Voss)[9]

Une part manquante
Participation aux festivals de film à
- Arras Film Festival 2024
- Festival film européen Séville 2024
- Festival de Namur 2024
- Festival de Toronto 2024
- Festival de films francophones CINEMANIA Canada 2024
- Festival du film français d’Helvétie 2024
- Effervescence - Festival cinéma Mâcon - 2024
- Ciné bocage - festival Jean Carmet - Moulins 2024